# Jardín botánico de Barcelona
El jardín botánico de Barcelona (JBB; en catalán: Jardí Botànic de Barcelona) es un jardín botánico de 14 hectáreas de extensión, que se encuentra en Barcelona capital de Cataluña. Dentro del Jardín se encuentra el Instituto Botánico de Barcelona (IBB-CSIC), un centro mixto perteneciente al CSIC y el Ayuntamiento de Barcelona. 
Se inauguró el 18 de abril de 1999, en el solar de un antiguo vertedero de escombros en el Parque de Montjuic. El proyecto fue obra del Ayuntamiento de Barcelona. Es miembro de la Asociación Ibero-Macaronésica de Jardines Botánicos, y del BGCI, presentando trabajos para la Agenda Internacional para la Conservación en los Jardines Botánicos. 
El código de identificación internacional del "Jardí Botànic de Barcelona" como miembro del "Botanic Gardens Conservation Internacional" (BGCI), así como las siglas de su herbario es BC.

## Localización
En el parque de Montjuic (Parc de Montjuïc), al que se accede:
- por Metro: con la línea 1 hasta Espanya (L1 y L3), después con el autobús;
- por autobús: líneas 50, y 55 (hasta el Estadio Olímpico) y línea Parque de Montjuïc (parada Entrada Jardí Botànic).

Jardí Botànic de Barcelona, C/- Dr Font Quer s/n, Parque de Montjuïc, Barcelona, 08038 España. 
- Página web
- Teléfono: + 93 256 41 60
- correo electónico: museuciencies@bcn.cat

Entrada gratuita todos los domingos a partir de las 15h y el primer domingo de cada mes todo el día.
Días de cierre: 1 de enero, 1 de mayo, 24 de junio y 25 de diciembre

## Historia
Anteriormente a la apertura de este jardín botánico existía en la ciudad de Barcelona el que actualmente se conoce como Jardín Botánico Histórico (reabierto al público en octubre de 2003). Este jardín fue creado el año 1930 por el Dr. Pius Font i Quer, en la "avenida dels Muntanyans" del parque de Montjuic, siendo fácilmente reconocible por presentar los árboles más grandes que se encuentran en la ciudad. 

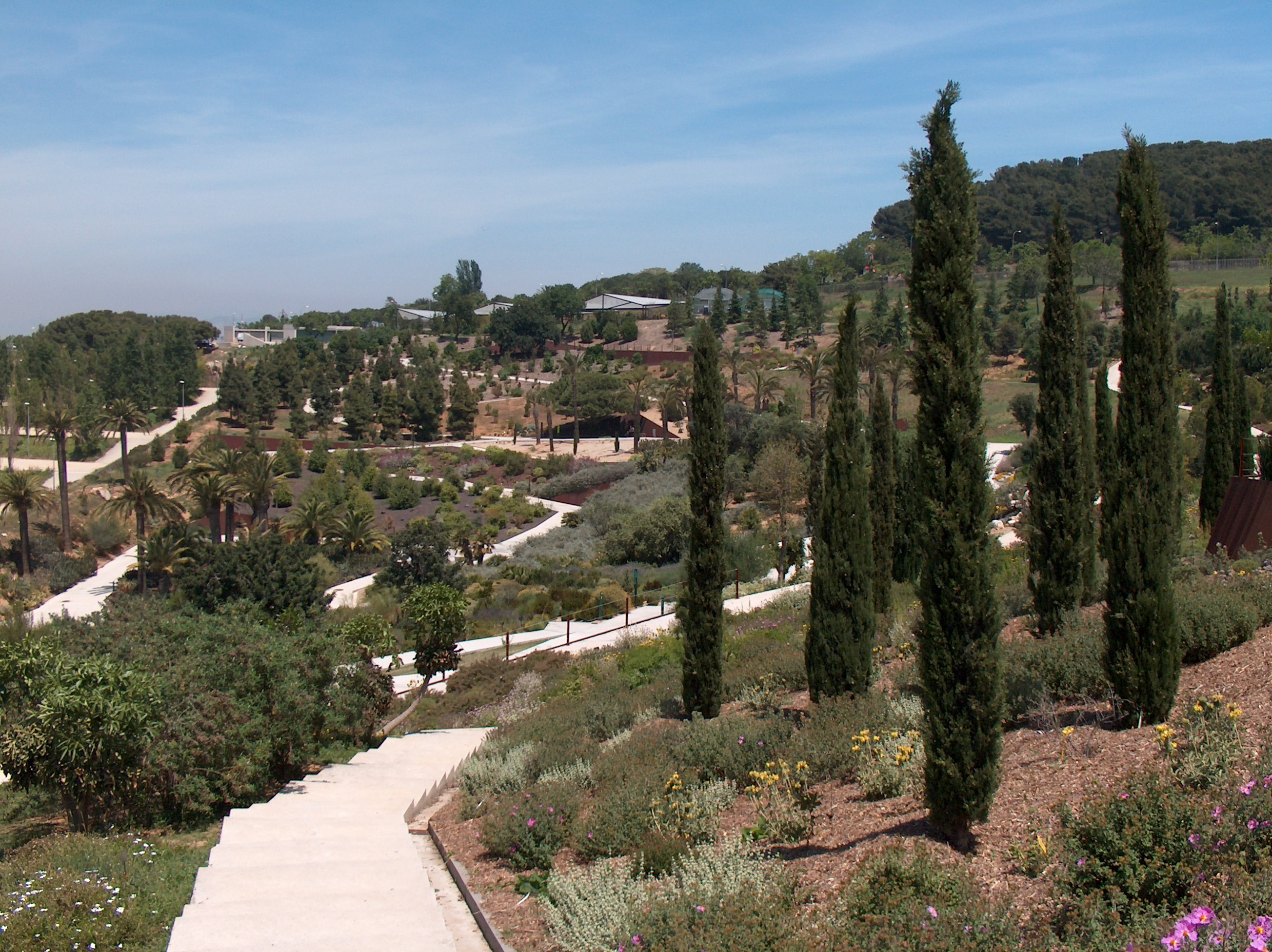
Vista general del jardín botánico de Barcelona.

Debido a las obras de acondicionamiento de equipamientos en Montjuic para los Juegos Olímpicos de Barcelona 1992, se tuvieron que abrir nuevos accesos, como una escalera mecánica que cortó por la mitad el jardín y afectó la estabilidad de los terrenos abruptos del Jardín Botánico Histórico, lo que originó que se debiera de cerrar al público. 
Con esta situación se propuso la creación de un nuevo jardín botánico para Barcelona, que fuera un centro de estudio y conservación de especímenes, especializado en la flora mediterránea.
De este modo surge el Jardín Botánico de Barcelona, abierto al público el 18 de abril de 1999, aprovechando los terrenos de un antiguo vertedero de escombros, en el parque de Montjuic. El proyecto lo realizó el Ayuntamiento de Barcelona.

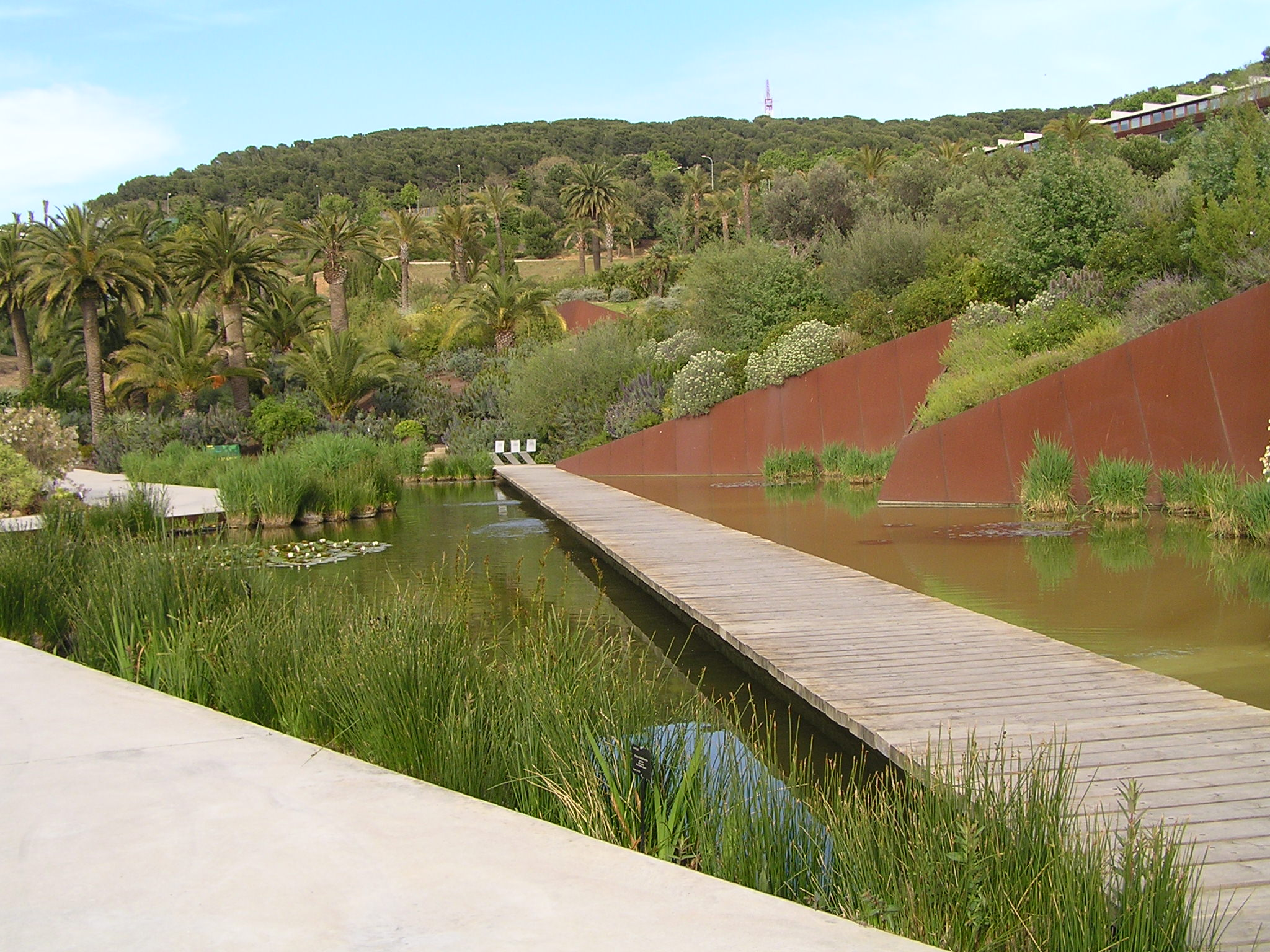
Vista del jardín botánico.

## Colecciones
Las colecciones están enfocadas en plantas de las regiones mediterráneas de todo el mundo, esta es una vegetación vinculada al clima mediterráneo que se caracteriza por un largo verano seco, de inviernos suaves y lluvias en la primavera y el otoño. Este clima sólo se encuentra sobre un 5% de la superficie de la tierra pero en 5 regiones del mundo en las cuales las plantas tuvieron una evolución adaptativa específica que con todo da paisajes bastante similares, por lo que las plantas se distribuyen agrupadas, según las cinco regiones mediterráneas del mundo. 
Las sendas nos permiten acceder de zona en zona, comenzando por las Islas Canarias situadas a la entrada y subir al Mediterráneo occidental reconocible por el instituto botánico, que sobresale. 
Del hemisferio Norte, la zona con una mayor representación es la Cuenca Mediterránea, siguiendo el camino de visita se accede hasta las costas de California de clima mediterráneo. 
Después se encuentran las zonas mediterráneas del hemisferio Sur donde se visita la región mediterránea de Chile, el sur de África, y las dos regiones mediterráneas del sur de Australia (SE y S).
- Islas Canarias: bajo las palmeras se encuentra una representación de Euphorbia y Echium.

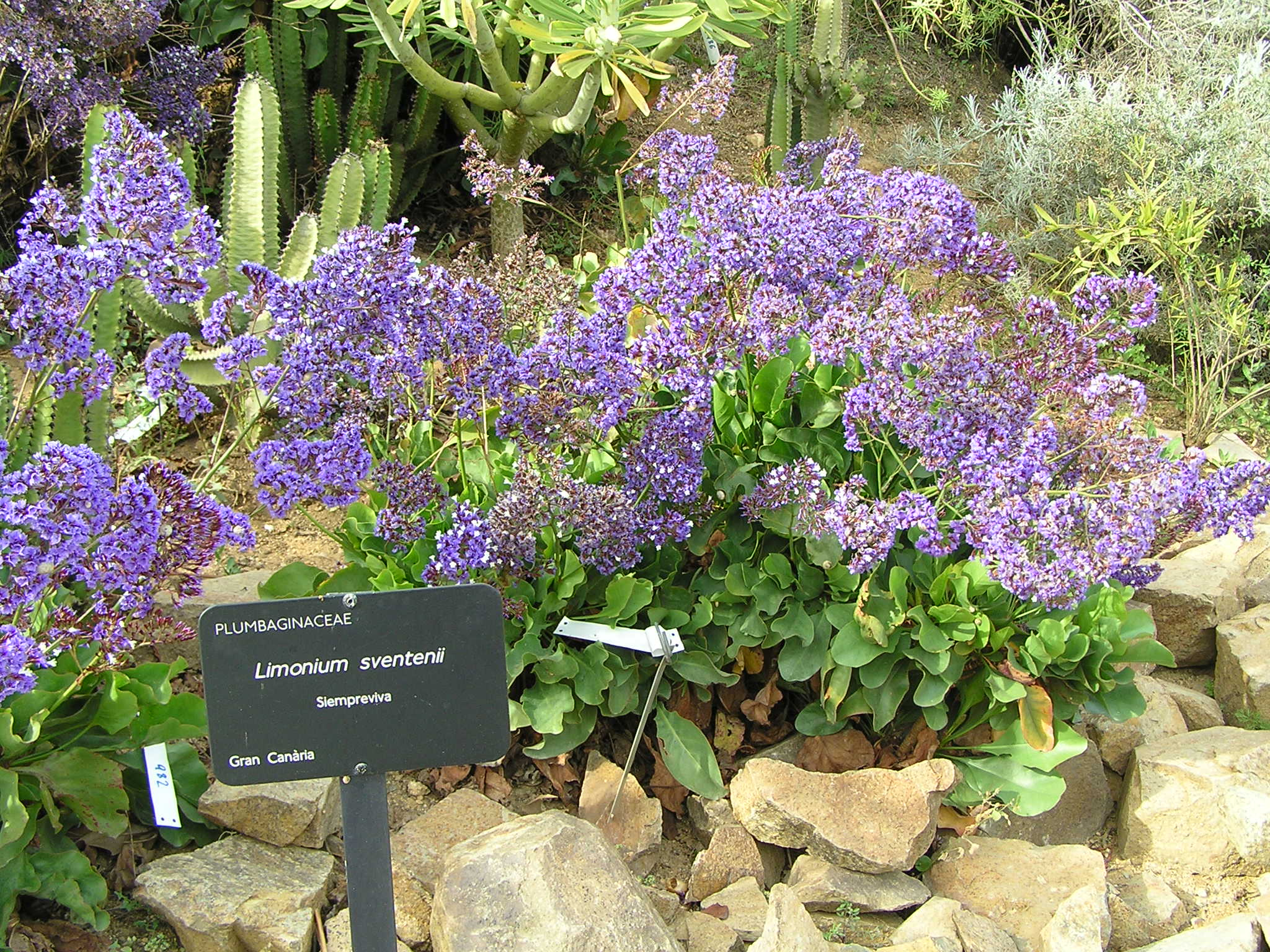
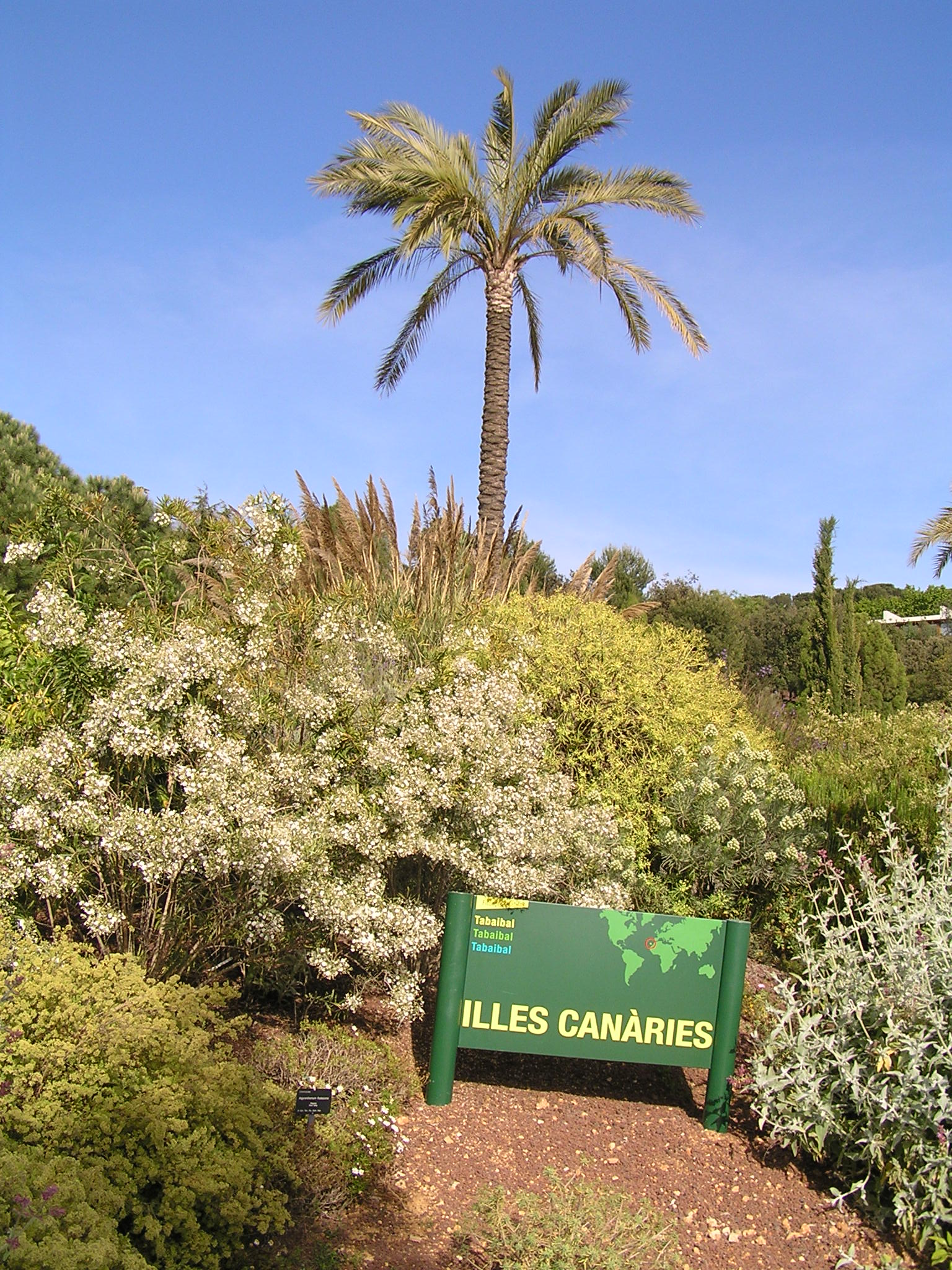
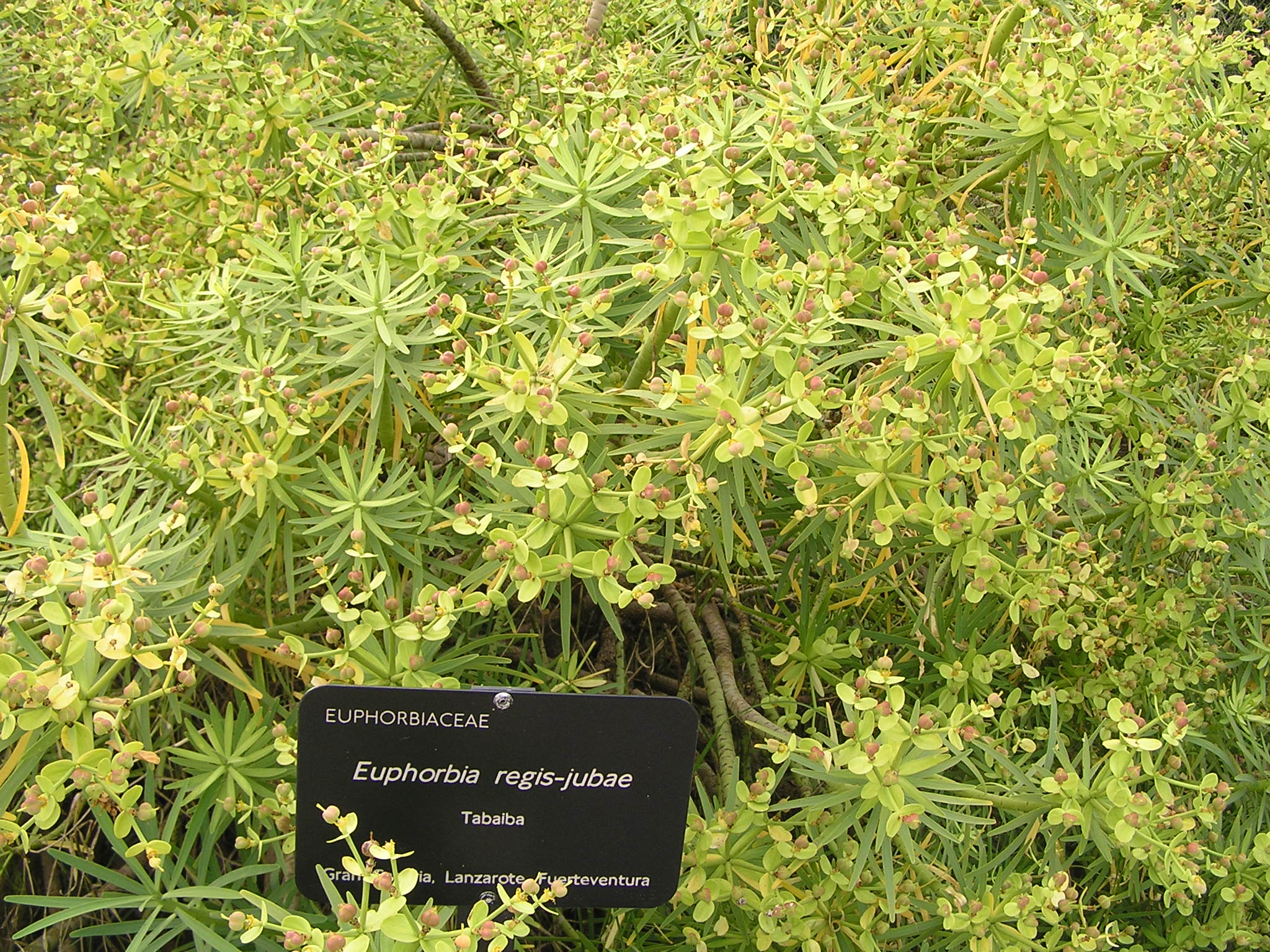
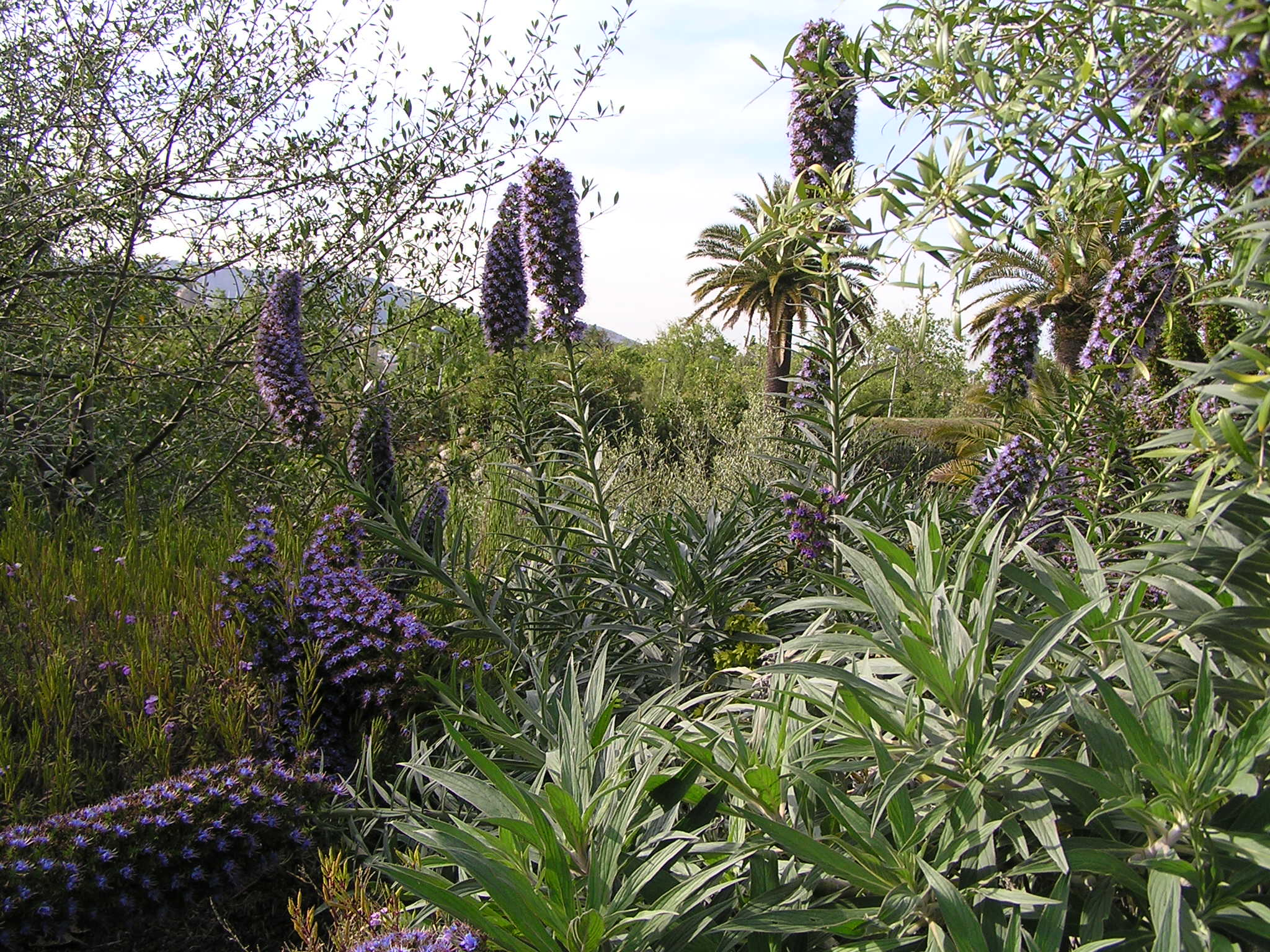

- África del Sur: está representada por árboles entre los que se incluyen acacias y erythrinas, y sobre todo flores brillantes gazanias y distintas compuestas y plantas grasas.

- Australia: presenta un bosque antiguo dominado por los banksias y los grevillae y también eucaliptos. Este jardín botánico es conocido por el mundo por tener a un ejemplar de un Wollemia que es un fósil viviente y quedan muy pocos en el planeta.

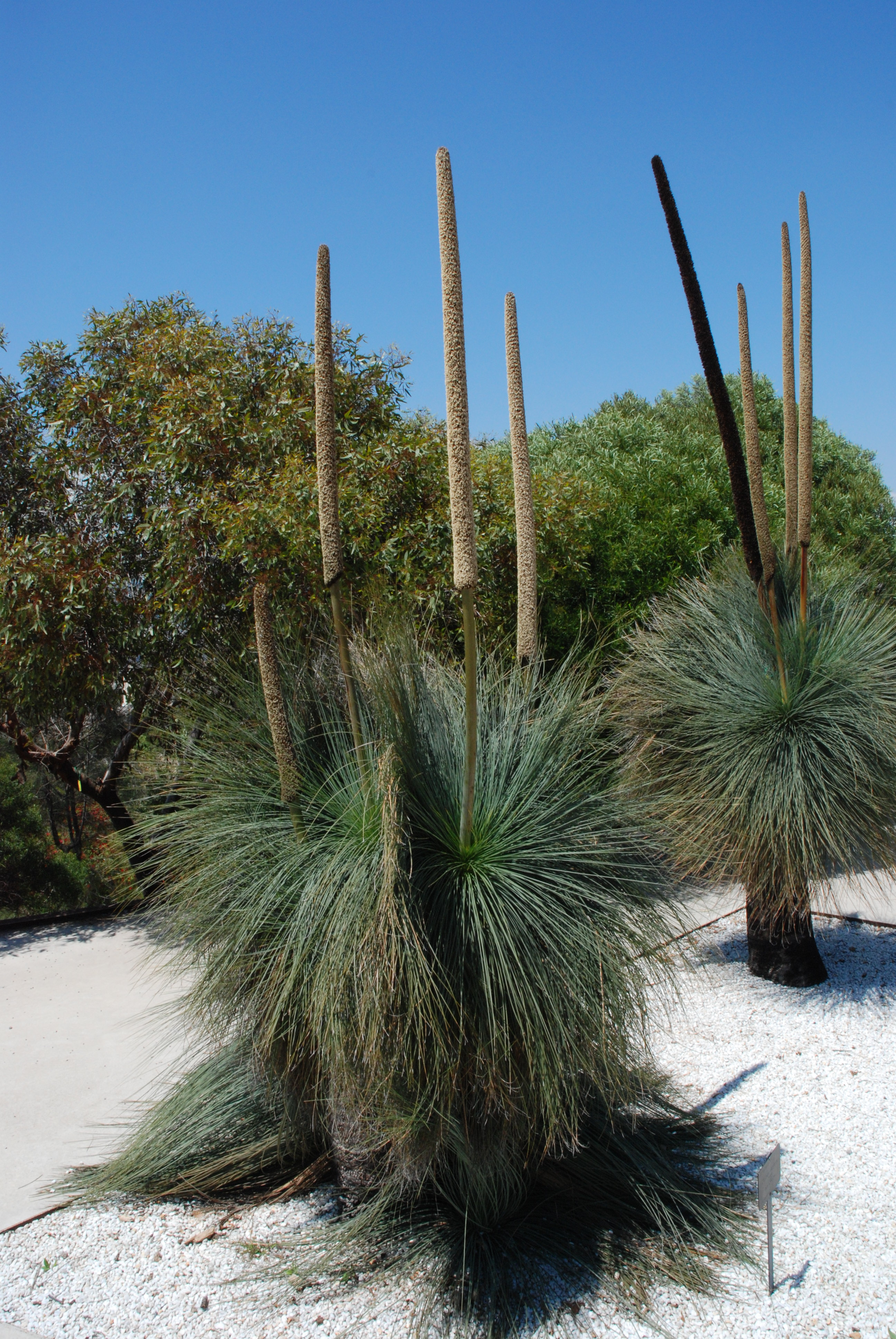
Ejemplares de Xanthorrhoea glauca pertenecientes a la flora australiana.

- Chile: son plantas de orillas litorales secas con predominio de puyas y de cactus de San Pedro.

- California: las formaciones boscosas son variadas con Secoyas, pinos americanos, cipreses y robles, mientras que yucas y agaves colonizan los espacios semiáridos.

- Mediterráneo oriental: bosque y estepas dominados por las retamas y las plantas de la familia de las compuestas.

- Mediterráneo occidental: caracterizado por el Chaparral dominado por las plantas aromáticas, compuestas y labiadas.

- África del Norte

La zona representa los bosques del Atlas con sus cedros Cedrus atlantica y sus arganiales Argania spinosa así mismo algunas labiadas.

## Instituto Botánico de Barcelona (IBB-CSIC)
El Instituto Botánico de Barcelona (IBB-CSIC) se fundó en 1934. Desde 1942 es un centro mixto formado por el Consejo Superior de Investigaciones Científicas y el Ayuntamiento de Barcelona, cuando el CSIC crea una plaza de científico titular ocupada por Pius Font i Quer, su fundador. Permaneció en un edificio de la Avda. dels Montanyans, cerca del Museo de Arte de Cataluña y del Jardín Botánico Histórico de Barcelona. En 2003 se traslada a un moderno edificio situado en lo alto del JBB.
El IBB-CSIC Está especializado en los estudios de la flora mediterránea.
Su biblioteca fue creada en 1916.
El herbario BC se compone de tres secciones
- herbario histórico constituido de plantas recolectadas durante el siglo XVII al siglo XIX
- herbario general
- herbario de criptógamas

El museo El Salvador o gabinete de historia natural donado al instituto botánico en 1938 y que implica una biblioteca, un importante herbario pre-Lineano y colecciones de minerales y fósiles.